# Pirveys (Zangilan)
Pirveys est un village de la région de Zangilan en Azerbaïdjan.

## Histoire
En 1993-2020, Pirveys était sous le contrôle des forces armées arméniennes. En 2020, le village de Pirveys a été restitué sous le contrôle de l'Azerbaïdjan.